# Merrild
 Denne artikel omhandler en bebyggelse i Vestjylland. Opslagsordet har også en anden betydning, se Merrild Kaffe.
Merrild ligger i Vestjylland og er en meget lille bebyggelse i Vildbjerg Sogn, beliggende ca. 3 kilometer fra byen Vildbjerg. Bebyggelsen ligger i Region Midtjylland og hører til Herning Kommune.
Merrild-slægten stammer her fra, denne slægt kan føres tilbage til det 17. århundrede.
|  | Denne artikel om lokaliteten Merrild kan blive bedre, hvis der indsættes et (bedre) billede. Du kan hjælpe ved at afsøge Wikimedia Commons for et passende billede eller lægge et op på Wikimedia Commons med en af de tilladte licenser og indsætte det i artiklen. |

56°11′40″N 8°48′10″Ø / 56.19444°N 8.80278°Ø